# Sint-Jans Onthoofdingkerk (Stavele)

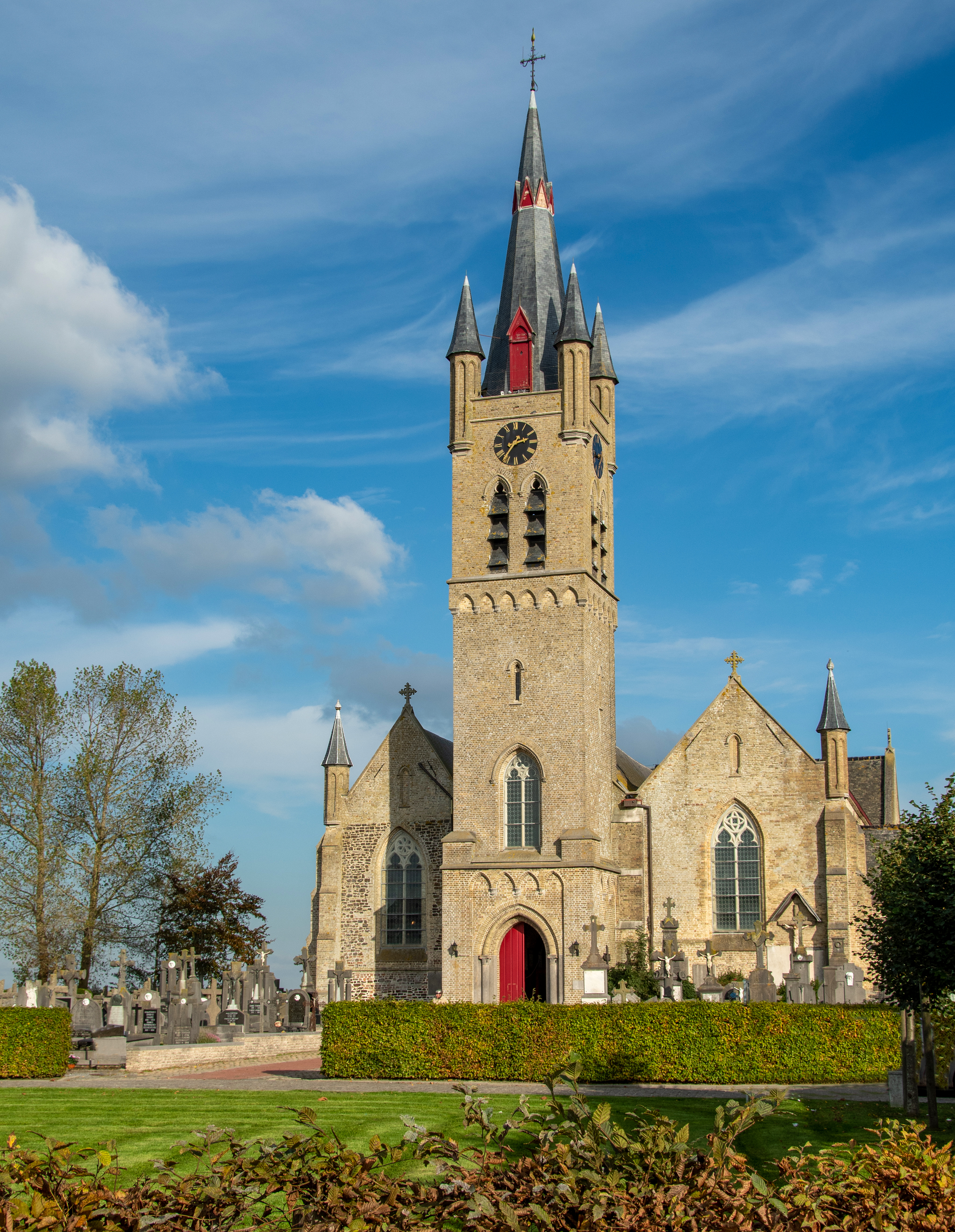
Sint-Jans Onthoofdingkerk

De Sint-Jans Onthoofdingkerk is de parochiekerk van de tot de West-Vlaamse gemeente Alveringem behorende plaats Stavele, gelegen aan het Alexis Decarneplein.

## Geschiedenis
De parochie bestond reeds in 1155. Een omstreeks 1250 gebouwd romaans kerkje werd vervangen door een laatgotisch kerkgebouw, dat in 1796 -door Fransgezinde revolutionairen- in brand gestoken en geplunderd werd om hersteld te worden in 1800. In 1830 werd de kerk herbouwd. In 1889 werd het gebouw vergroot in neogotische trant, naar ontwerp van Antonius Verbeke. Er werd toen een westtoren, een transept, een doopkapel en een oostpartij aangebouwd.
Tijdens de Eerste Wereldoorlog werd de toren door de geallieerden als uitkijkpost gebruikt. In 1917 sneuvelde de Franse soldaat Etienne Lorin te Bikschote. Hij werd aanvankelijk op het kerkhof van Stavele begraven. Zijn ouders, die glazenier waren, schonken in 1919 twee glas-in-loodramen aan de kerk. Naast religieuze voorstellingen -Doop van Christus, marteldood van Sint-Stefanus (Saint-Étienne)- zijn daarop ook scènes uit de Eerste Wereldoorlog te zien, evenals het portret van Etienne Lorin.

## Gebouw
Het betreft een driebeukige hallenkerk met voorgebouwde, zware westtoren, welke drie geledingen telt. De toren is voorzien van hoektorentjes op de torentrans.

## Interieur
Het kerkmeubilair is grotendeels neogotisch (eind 19e eeuw). Er is een 17e-eeuws eiken Hubertusbeeld en een Onze-Lieve-Vrouw van Smarten in gepolychromeerd hout uit de eerste helft van de 18e eeuw.
Het orgel uit 1821-1822 is van de orgelbouwers Van Peteghem.